# Processus stochastique
 (mars 2012).
Si vous disposez d'ouvrages ou d'articles de référence ou si vous connaissez des sites web de qualité traitant du thème abordé ici, merci de compléter l'article en donnant les références utiles à sa vérifiabilité et en les liant à la section « Notes et références ».
Un processus stochastique ou processus aléatoire (voir Calcul stochastique) ou fonction aléatoire (voir Probabilité) représente une évolution, discrète ou à temps continu, d'une variable aléatoire. Celle-ci intervient dans le calcul classique des probabilités, où elle mesure chaque résultat possible (ou réalisation) d'une épreuve.
Cette notion se généralise à plusieurs dimensions. Un cas particulier important, le champ aléatoire de Markov, est utilisé en analyse spatiale.

## Utilité

### Notion de processus
De nombreux domaines utilisent des observations en fonction du temps (ou plus rarement, d'une variable d'espace). Dans les cas les plus simples, ces observations se traduisent par une courbe bien définie. En réalité, des sciences de la Terre aux sciences humaines, les observations se présentent souvent de manière plus ou moins erratique. L'interprétation de ces observations est donc soumise à une certaine incertitude qui peut être traduite par l'utilisation des probabilités pour les représenter.
Un processus aléatoire généralise la notion de variable aléatoire utilisée en probabilité. On le définit comme une famille de variables aléatoires X(t) associées à toutes les valeurs t ∈ T (souvent le temps).
D'un point de vue statistique, on considèrera l'ensemble des observations disponibles x(t) comme une réalisation du processus, ce qui donne lieu à certaines difficultés. Un premier problème concerne le fait que la durée sur laquelle est construit le processus est généralement infinie alors qu'une réalisation porte sur une durée finie. Il est donc impossible de représenter parfaitement la réalité. Il y a une seconde difficulté beaucoup plus sérieuse : à la différence du problème des variables aléatoires, l'information disponible sur un processus se réduit généralement à une seule réalisation.

### Types de processus
On distingue généralement les processus en temps discret et en temps continu, à valeurs discrètes et à valeurs continues.
Si l'ensemble T est dénombrable on parle de processus discret ou de série temporelle, si l'ensemble est indénombrable on parle de processus continu. La différence n'a rien de fondamental : en particulier la stationnarité, constance en fonction du temps des propriétés statistiques, se définit de la même façon.  Il ne s'agit même pas d'une différence pratique car les calculs sur un processus continu s'effectuent à partir de l'échantillonnage d'une réalisation du processus. La différence porte plutôt sur l'attitude adoptée face à l'utilisation d'une seule réalisation.
Il existe une différence un peu plus nette entre les processus à valeurs continues et les processus de comptage à valeurs discrètes. Les seconds remplacent par des sommes algébriques les intégrales utilisées par les premiers.

### Exemples
En matière de processus à valeurs continues, les processus de Gauss sont particulièrement utilisés pour les mêmes raisons que les variables de Gauss en statistiques élémentaires. Une application intuitive du théorème central limite conduit à penser que bon nombre de phénomènes, dus à des causes nombreuses, sont approximativement gaussiens. D'autre part, un tel processus présente l'avantage d'être entièrement défini par ses caractéristiques au second ordre, espérance et autocovariance.
La description d'un phénomène par des valeurs discrètes conduit à des processus de comptage dont le plus simple est le processus de Poisson utilisé dans la théorie des files d'attente.
La notion de propriété markovienne définit une classe de processus discrets ou continus, à valeurs discrètes ou continues, qui repose sur l'hypothèse selon laquelle l'avenir ne dépend que de l'instant présent.

## Approche mathématique des processus stochastiques

### Définitions et propriété de base
On désigne par {\displaystyle (\Omega ,{\mathcal {F}},P)} un espace de probabilité, T un ensemble arbitraire et S un espace métrique muni de la tribu borélienne notée {\displaystyle {\mathcal {B}}(S)}. T est souvent appelé ensemble des indices (souvent, on aura {\displaystyle T=\mathbb {R} ,\mathbb {R} _{+},\mathbb {R} ^{p},\mathbb {N} ,...}). T peut faire référence au temps, à l'espace ou aux deux à la fois.
L'indice t ∈ T désigne alors un instant ({\displaystyle \mathbb {R} _{+}}), une date ({\displaystyle \mathbb {N} }), un point, ou encore un point à un certain instant. S est appelé espace d'état (souvent, on aura {\displaystyle S=\mathbb {R} ,\mathbb {C} ,\mathbb {C} ^{\mathbb {N} },} un ensemble fini ou dénombrable). Si l'espace d'état S est de la forme ℝd, on parle de champ aléatoire.
Un processus stochastique (ou aléatoire) est une famille de variables aléatoires (c'est-à-dire, des applications mesurables) définies sur le même espace de probabilité {\displaystyle (\Omega ,{\mathcal {F}},P)} indexée par T et à valeurs dans S.
Si T est un sous-ensemble d'un espace multidimensionnel, on préfère utiliser la dénomination de champ stochastique.
Un processus stochastique est noté par {Xt}t ∈ T.
La valeur de la variable aléatoire Xt en un certain ω ∈ Ω est désignée par Xt(ω).
La famille de toutes les distributions finies-dimensionnelles de X s'appelle la loi spatiale du processus. Si {\displaystyle S\subseteq \mathbb {R} }, on parle de loi temporelle.

### Trajectoire d'un processus stochastique
Notons par ST l'ensemble des applications définies sur T en tout point et à valeur dans S.
Fixons ω ∈ Ω et désignons par X.(ω) ∈ ST l'application : {\displaystyle t\mapsto {X_{t}(\omega )}}. Une telle application est appelée trajectoire (ou réalisation) du processus stochastique {Xt}t ∈ T.

### Mesure de probabilité induite par un processus stochastique
Soit {Xt}t ∈ T un processus stochastique, {\displaystyle {\mathcal {B}}(S^{T})} la σ-algèbre borélienne de ST (c'est-à-dire, la σ-algèbre engendrée par les ouverts de la topologie produit de ST) et l'application suivante :
ΦX est mesurable. Désignons par {\displaystyle {\tilde {\mathbb {P} }}_{X}} la mesure de probabilité sur {\displaystyle (S^{T},{\mathcal {B}}(S^{T}))} définie pour tout {\displaystyle {\tilde {D}}\in {\mathcal {B}}(S^{T})} par {\displaystyle {\tilde {\mathbb {P} }}_{X}({\tilde {D}})=P\circ {\Phi _{X}}^{-1}({\tilde {D}})} mesure de probabilité sur un espace de fonctions.
La probabilité {\displaystyle {\tilde {\mathbb {P} }}_{X}} est dite induite par le processus stochastique {Xt}t ∈ T sur l'espace mesuré {\displaystyle (S^{T},{\mathcal {B}}(S^{T}))}.

### Lois fini-dimensionnelles
Soient deux processus stochastiques {Xt}t ∈ T et {Yt}t ∈ T. On suppose que ces deux processus sont à valeur dans {\displaystyle (S,{\mathcal {B}}(S))}. Dans cette définition, on ne suppose pas qu'ils sont définis sur le même espace de probabilité.
On dit alors que {Xt}t ∈ T et {Yt}t ∈ T possèdent les mêmes lois finis dimensionnelles si pour tout {\displaystyle k\in \mathbb {N} ^{*}} et pour tout t1, ... , tk ∈ T, les vecteurs (donc de dimension finie) aléatoires Xt1, ... , Xtk et Yt1, ... , Ytk sont de même loi. Pour tout {\displaystyle A\in {\mathcal {B}}(S^{k})}, on a :
On suppose que le processus {Xt}t ∈ T est défini sur l'espace de probabilité {\displaystyle (\Omega _{X},{\mathcal {F}}_{X},P_{X})} et le processus {Yt}t ∈ T est défini sur l'espace de probabilité {\displaystyle (\Omega _{Y},{\mathcal {F}}_{Y},P_{Y})}.
Lorsque deux processus stochastiques {Xt}t ∈ T et {Yt}t ∈ T possèdent les mêmes lois finis dimensionnelles, ils induisent alors la même mesure de probabilité sur {\displaystyle (S^{T},{\mathcal {B}}(S^{T}))}, c'est-à-dire :

### Version d'un processus stochastique
Soient deux processus stochastiques {Xt}t ∈ T et {Yt}t ∈ T définis sur le même espace de probabilité {\displaystyle (\Omega ,{\mathcal {F}},P)}. On dit que {Yt}t ∈ T est une version (ou modification) du processus stochastique {Xt}t ∈ T si ∀ t ∈ T, P(Xt = Yt) = 1.
Il est clair que si {Yt}t ∈ T est une version de {Xt}t ∈ T, alors ils ont les mêmes lois finis dimensionnelles.

### Processus stochastiques indistinguables
Soient deux processus stochastiques {Xt}t ∈ T et {Yt}t ∈ T définis sur le même espace de probabilité {\displaystyle (\Omega ,{\mathcal {F}},P)}. On dit que {Xt}t ∈ T et {Yt}t ∈ T sont deux processus stochastiques indistinguables s'il existe {\displaystyle \Omega '\in {\mathcal {F}}} tel que :
Il en découle plusieurs propriétés :
1. Si T est dénombrable, deux processus sont indistinguables si et seulement s'ils sont des versions l'un de l'autre ;
2. Si T est non dénombrable, deux processus peuvent être une version l'un de l'autre sans pour autant être indistinguables ;
3. Supposons T = ℝ ou ℝ+ et {Xt}t ∈ T et {Yt}t ∈ T deux processus stochastiques tels que pour tout ω ∈ Ω, les applications de T dans S, {\displaystyle t\mapsto X_{t}(w)} et {\displaystyle t\mapsto Y_{t}(w)} sont continues à droite (resp. à gauche). Alors, {Xt}t ∈ T et {Yt}t ∈ T sont des versions l'un de l'autre si et seulement si {Xt}t ∈ T et {Yt}t ∈ T sont indistinguables.

### Mutuelle indépendance
On dit que m processus stochastiques {X1
t}t ∈ T,..., {Xm
t}t ∈ T  sont mutuellement indépendants si {\displaystyle \forall k^{1},...,k^{m}\in \mathbb {N} ^{*}} et {\displaystyle \forall (t_{1}^{1},...,t_{k_{1}}^{1})\in T^{k_{1}},...,(t_{1}^{m},...,t_{k_{m}}^{m})\in T^{k_{m}}}, les vecteurs aléatoires {\displaystyle {\big (}{X_{t_{1}^{1}}^{1}},...,{X_{t_{k_{1}}^{1}}^{1}}{\big )},...,{\big (}{X_{t_{1}^{m}}^{m}},...,{X_{t_{k_{m}}^{m}}^{m}}{\big )}} sont mutuellement indépendants.

### Mesurabilité d'un processus stochastique
On suppose T ⊂ ℝn. On dit qu'un processus stochastique {Xt}t ∈ T est mesurable si l'application suivante est mesurable :
Supposons que T = ℝ ou ℝ+ et que {Xt}t ∈ T est un processus à trajectoires continues à droite (respectivement continues à gauches), i.e. ∀ w ∈ Ω, X.(w) est continue à droite (resp. continues à gauches). 
Alors, {Xt}t ∈ T est mesurable.